# Marcello Cuttitta

a Compétitions nationales et continentales officielles uniquement.

b Matchs officiels uniquement.
Dernière mise à jour le 20 juillet 2012.
Marcello Cuttitta, né le 2 septembre 1966 à Latina, est un joueur italien de rugby à XV qui évolue au poste d'ailier. Il joue en équipe d'Italie de 1987 à 1999, disputant trois coupes du monde.

## Biographie
Tout petit, Marcello Cuttitta quitte l'Italie avec sa famille pour l'Afrique du Sud où il est sélectionné dans les équipes de jeunes sud-africaines. Il honore sa première cape internationale le 18 janvier 1987 avec l'équipe d'Italie pour une victoire 41-3 contre le Portugal. Il dispute les Coupes du monde de rugby 1987, 1991 et 1995. 
Il joue en club avec l'Amatori Rugby Milan puis le Rugby Calvisano. Son frère jumeau Massimo Cuttitta joue aussi au haut niveau et avec l'équipe d'Italie.

## Palmarès
- Vainqueur du Championnat d'Italie en 1991, 1993, 1995 et 1996 avec l'Amatori Rugby Milan

## Statistiques en équipe nationale
- 54 sélections
- 110 points (25 essais)
- Sélections par année : 8 en 1987, 2 en 1988, 2 en 1989, 2 en 1990, 7 en 1991, 5 en 1992, 6 en 1993, 6 en 1994, 3 en 1995, 1 en 1996, 7 en 1997, 4 en 1998, 1 en 1999
- Coupe du monde de rugby disputée : 1987, 1991 et 1995.